# Тшцяни (Мазовецьке воєводство)
Тшцяни (пол. Trzciany) — село в Польщі, у гміні Яблонна Леґьоновського повіту Мазовецького воєводства.
Населення — 155 осіб (2011).
У 1975-1998 роках село належало до Варшавського воєводства.

## Демографія
Демографічна структура станом на 31 березня 2011 року:
|          | Загалом | Допрацездатний вік | Працездатний вік | Постпрацездатний вік |
| -------- | ------- | ------------------ | ---------------- | -------------------- |
| Чоловіки | 82      | 26                 | 52               | 4                    |
| Жінки    | 73      | 22                 | 46               | 5                    |
| Разом    | 155     | 48                 | 98               | 9                    |